# Arkūten
Arkūten (persiska: اَركويِن, اَركُوين, دَركُوين, اَركُويِن, اركوتن, Arkūyen) är en ort i Iran.   Den ligger i provinsen Zanjan, i den nordvästra delen av landet, 300 km väster om huvudstaden Teheran. Arkūten ligger 1 538 meter över havet och antalet invånare är 217.
Terrängen runt Arkūten är kuperad åt nordost, men åt sydväst är den platt. Arkūten ligger nere i en dal. Runt Arkūten är det ganska glesbefolkat, med 38 invånare per kvadratkilometer. Närmaste större samhälle är Ḩalab, 7,6 km väster om Arkūten. Trakten runt Arkūten består i huvudsak av gräsmarker.